# 樺澤俊悟
樺澤 俊悟（かばさわ しゅんご、5月10日生）は、日本のベーシスト。バンド、PSYCHEDELIC SUBMARINEでベース演奏、作曲を担当している。
2013年3月26日(火)のエスマガ放送のオープニングで楽曲、STARTING OVERを提供。GOGO DANCER、MANAのセクシーダンスと合わせて放送された。この曲は、放送1週間前に映画監督の祭文太郎から楽曲提供の依頼を受け、短期間で制作された楽曲で、ROCK'N ROLLの攻撃性を残しつつも、DANCEに傾倒した構成になっている。
2013年5月28日、ニコニコ生放送にて祭文太郎のドラマ「キスと校則と伝統」のテーマソングとして、PSYCHEDELIC SUBMARINEの「DANCING IN THE WATER」が披露された。
2014年、スカイパーフェクTVのドラマ『メテ乙女』のWEBプロデューサーとして、オフィシャルウェブサイトの制作・運用を行った。